# سیمون استیون

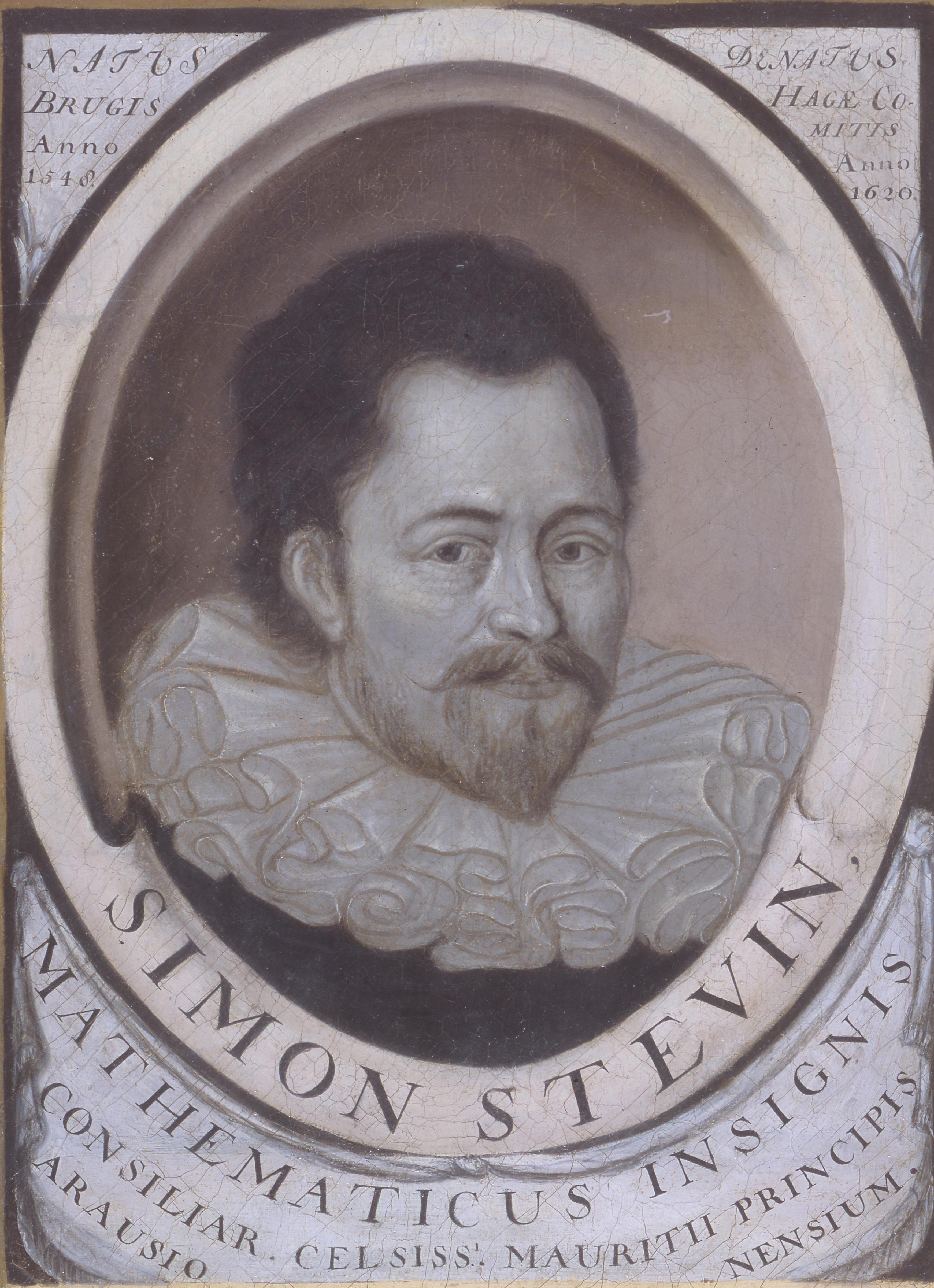

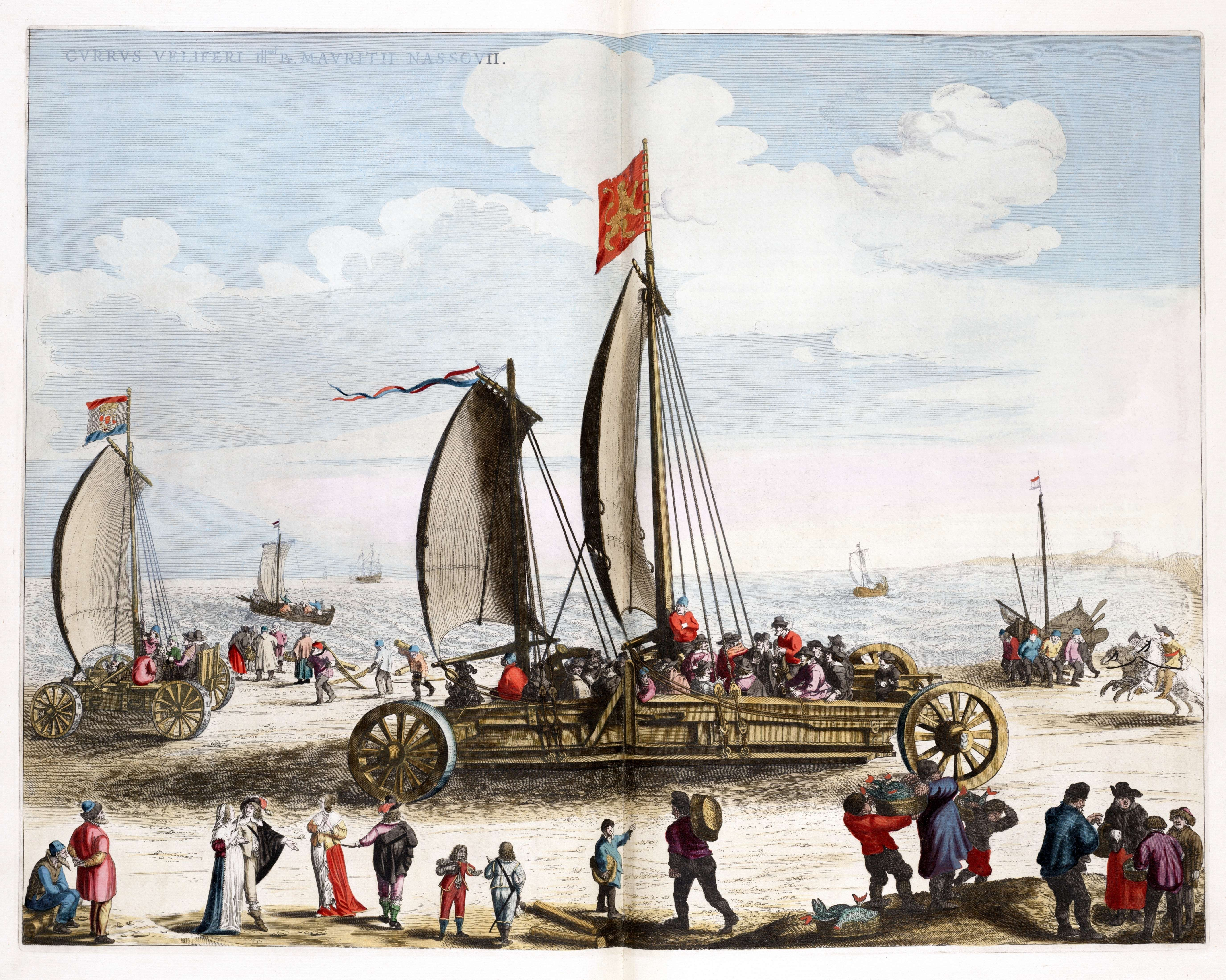
کالسکه بادی

سیمون استیون (انگلیسی: Simon Stevin) ریاضیدان و مهندس اهل بلژیک بود. او در سال ۱۶۰۰ میلادی کالسکه بادبانی را اختراع نمود.

## نگارخانه

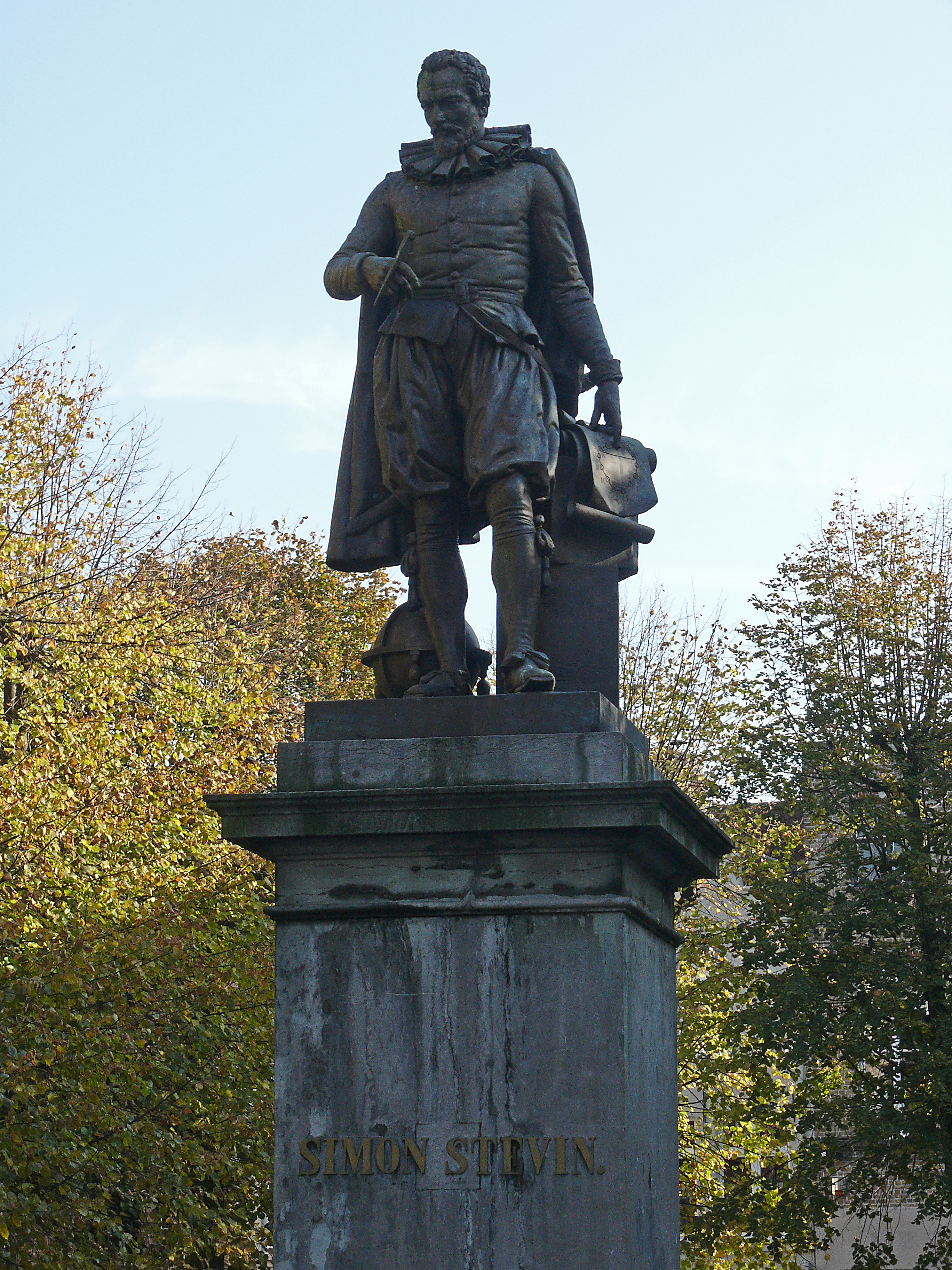
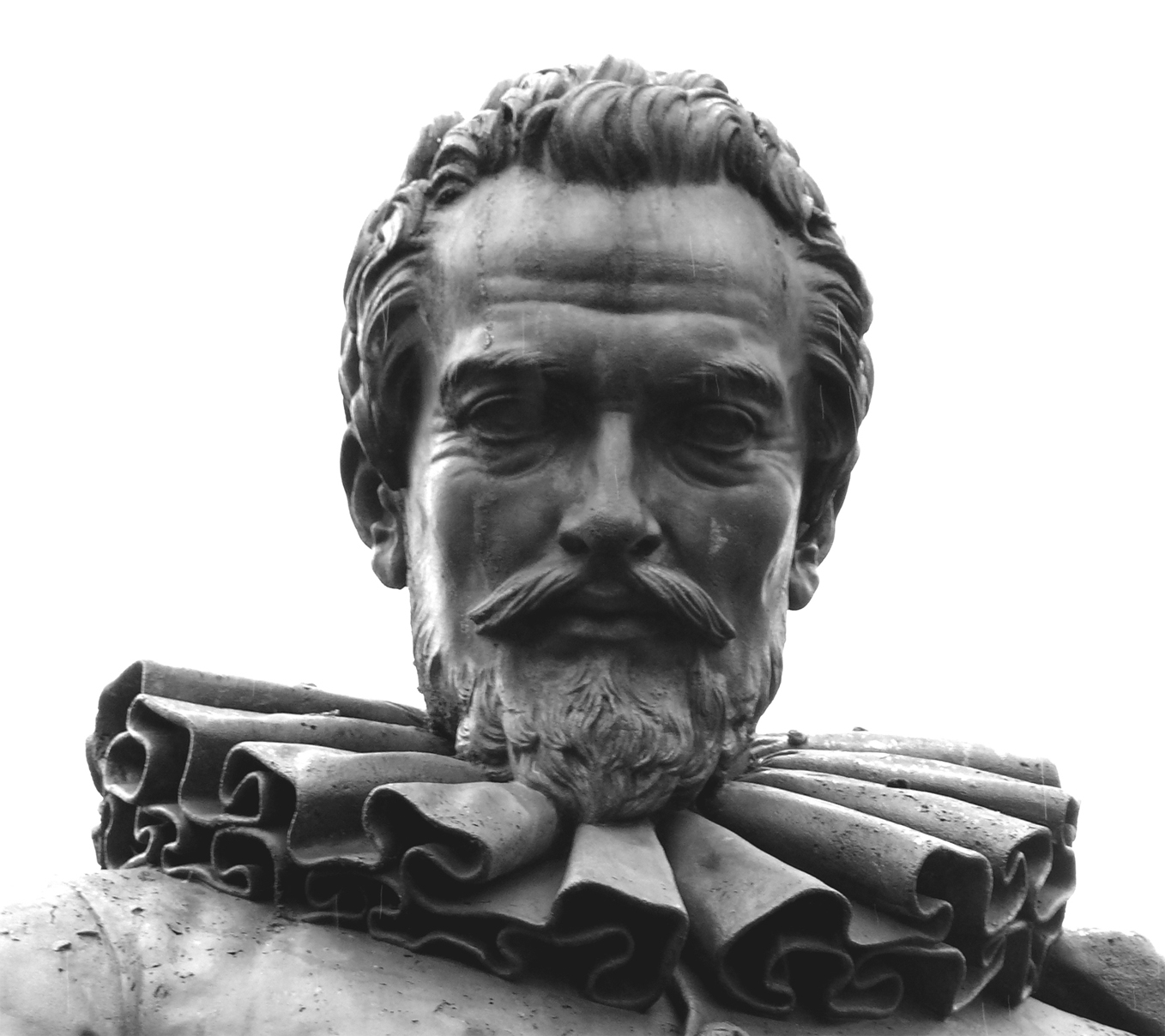
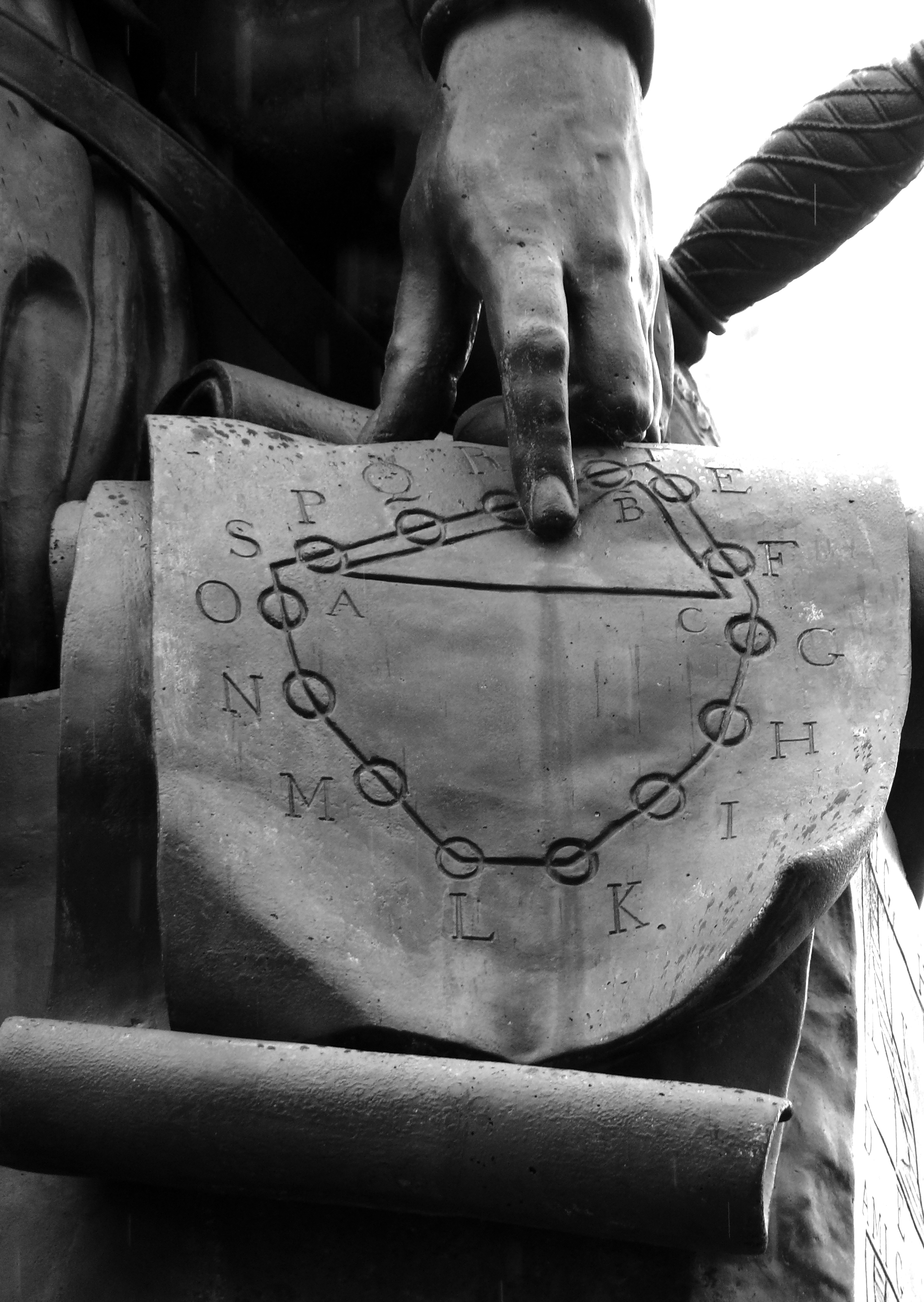
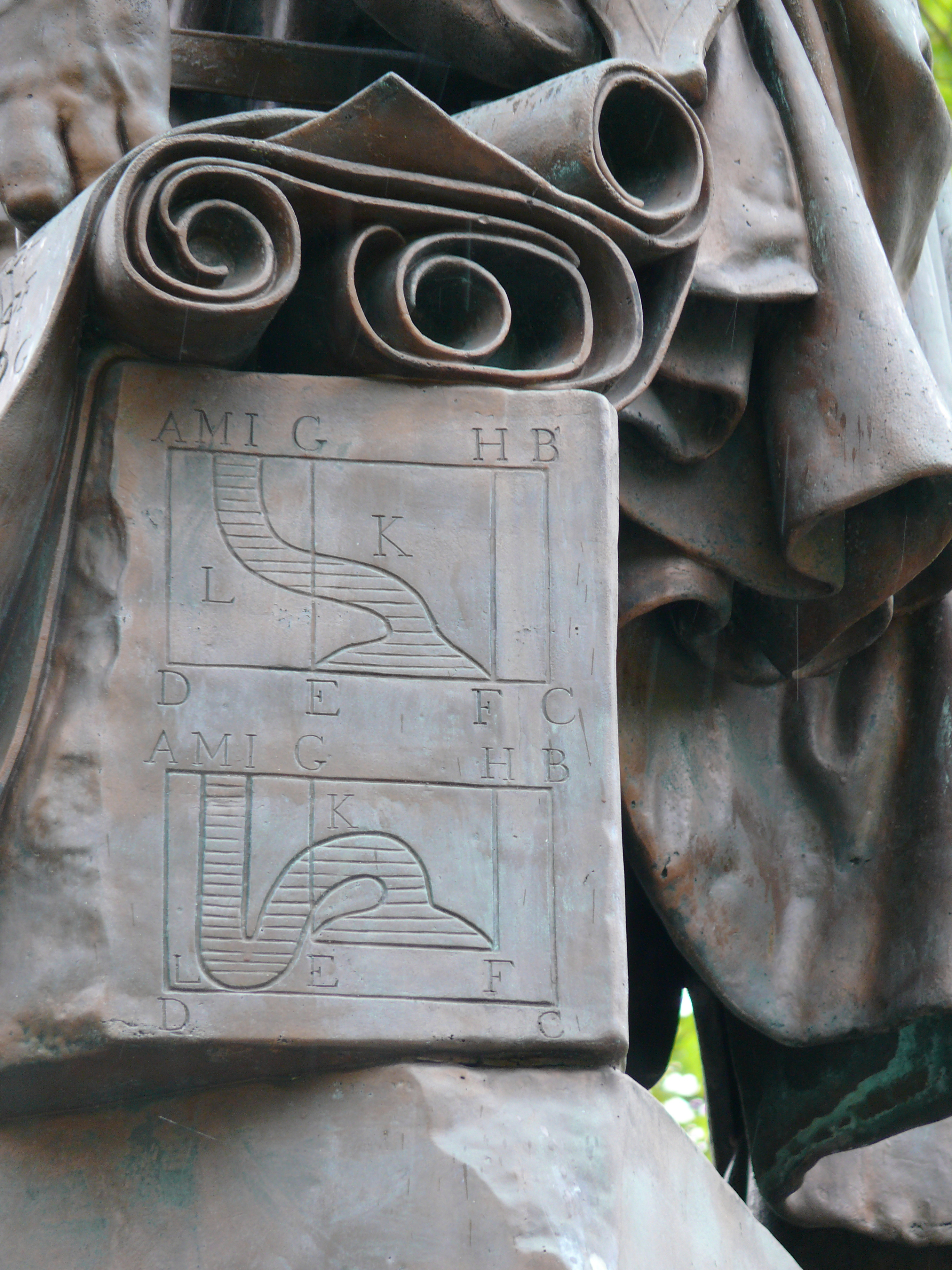